# Lacinipolia stricta
Lacinipolia stricta là một loài bướm đêm trong họ Noctuidae.